# А нумо знову віршувать
«А ну́мо зно́ву віршува́ть» — вірш-заспів Тараса Шевченка, написаний 1848 року, під час заслання в Орській фортеці.

## Автографи
Існує два чистових автографи вірша, які зберігаються в Інституті літератури ім. Т. Шевченка. Перший увійшов до «Малої книжки», а другий — до «Більшої книжки». Автографи не датовані.

## Датування і написання
Датується за місцем автографа у «Малій книжці» серед творів 1848 роком та часом перебування Тараса Шевченка з 22 червня 1847 до 11 травня 1848 років в Орській фортеці, орієнтовно: січень — початок травня 1848 року, Орська фортеця.
Первісний автограф не відомий. Після повернення Аральської описової експедиції до Оренбурга, орієнтовно наприкінці 1849 (не раніше 1 листопада) або на початку 1850 років (не пізніше дня арешту поета 23 квітня), Шевченко переписав вірш з невідомого ранішого автографа до «Малої книжки» (під № 1 до першого зшитка за 1848 рік). Спочатку вірш мав 17 рядків, дещо пізніше дописано ще п'ять рядків і поставлено характерну для Шевченка позначку про завершення твору.
Згодом, найімовірніше, наприкінці свого перебування на засланні в Новопетровському укріпленні, 1857 року, Шевченко суттєво переробив твір. Рядки 12—17 він перекреслив навхрест і замість них на попередній сторінці з переносом на поля сторінки, на якій записано вірш «А нумо знову віршувать…», вписано 28 нових рядків. В остаточному варіанті текст твору у «Малій книжці» має 44 рядки. Переписуючи вірш з «Малої книжки» до «Більшої книжки» в Москві, орієнтовно 18—25 березня 1858 року, поет продовжив роботу над ним і створив докорінно відмінну його редакцію.

## Сюжет
Головну увагу зосереджено на розробці мотиву долі, злому присуду якої ліричний герой прагне протистояти, продовжуючи потай писати вірші. Інші, наявні в першій редакції тематичні мотиви в тексті другої редакції опущено або лише намічено. У другій редакції ніщо не говорить про враження, навіяні від перебування на Аральському морі й втілені в образності першої редакції («Поки море виє Та гризе високий берег, Чи не вдам я знову Про що-небудь тихенького Та благого слова»). А рядки, в яких ідеться про рішимість і надалі ховатись «за валами» та віршувати, наводять на думку про створення поезії в Орській фортеці, навколо якої були високі земляні насипи.

## Видання
Вперше надруковано за «Більшою книжкою» у виданнях: «Кобзарь Тараса Шевченка / Коштом Д. Е. Кожанчикова» (СПб., 1867. — С. 413—414) і «Поезії Тараса Шевченка» (Львів, 1867. — Т.2. — С. 225—226).

## Аналіз
У творі основним є мотив перемоги над злою долею, мужнього ствердження волі творити й далі всупереч царській забороні.
|  | ...А буду ховатись за валами За валами. Та нищечком Буду віршувати |

Порівняльний аналіз вірша здійснив Євген Ненадкевич.